# Pilotrichella thunbergii
Pilotrichella thunbergii là một loài Rêu trong họ Meteoriaceae. Loài này được (Brid.) A. Jaeger miêu tả khoa học đầu tiên năm 1877.